# 상인고등학교
상인고등학교(上仁高等學校)는 대한민국 대구광역시 달서구 상인동에 있는 공립 고등학교이다.

## 학교 연혁
- 2000년 12월 20일 : 상인고등학교 설립 인가(30학급, 남녀공학)
- 2001년 3월 3일 : 초대 김희주 교장 취임
- 2001년 3월 5일 : 제1회 입학식(신입생 420명 남 299명, 여 121명)
- 2004년 2월 13일 : 제1회 졸업식(졸업생 403명 남 288명, 여 115명)
- 2005년 10월 27일 : 가온누리 도서관 개관
- 2011년 3월 1일 : 자율형 공립고 지정 운영
- 2012년 7월 18일 : 급식실 현대화 준공
- 2015년 10월 5일 : 자율형 공립고 재지정 운영(2016.03.01. - 2021.02.28)
- 2019년 3월 1일 : 제8대 길호욱 교장 취임
- 2020년 1월 31일 : 제17회 졸업식(235명 남 120명, 여 115명)
- 2020년 3월 3일 : 고교학점제 연구학교 운영
- 2022년 1월 5일 : 제19회 졸업식(218명 남 105명, 여 113명)
- 2022년 3월 2일 : 제22회 입학식(196명 남 95명, 여 101명)
- 2023년 2월 9일 : 제20회 졸업식(207명 남 105명, 여 102명, 졸업생 누계 6,256명)
- 2023년 3월 1일 : 제9대 이응곤 교장 취임
- 2023년 3월 2일 : 제23회 입학식(221명 남 87명, 여 134명)

## 참고 자료
- 상인고등학교 - 한국교육학술정보원 학교알리미